# Andrzej Olszowski
Andrzej Olszowski herbu Prus II (ur. 27 stycznia 1621 roku w Olszowie – zm. 29 sierpnia 1677 roku w Gdańsku) – biskup chełmiński w latach 1661–1674, arcybiskup gnieźnieński i prymas Polski od 1674, prepozyt kapituły katedralnej poznańskiej w latach 1657–1667, podkanclerzy koronny w latach 1666–1676, mówca i pisarz polityczny.

## Życiorys
Pochodził z zamożnej rodziny szlacheckiej, która jednakże dopiero w osobie jego ojca zdobyła krzesło senatorskie. Był czwartym synem Waleriana Olszowskiego herbu Prus II (1587–1650), wnuka Andrzeja Frycza Modrzewskiego, kasztelana spicymirskiego, podstolego wieluńskiego i Zofii z Duninów, córki Krzysztofa i Zofii z Koniecpolskich ze Skrzynna Wielkiego. Miał braci Hieronima, Mikołaja, Krzysztofa i Zygmunta oraz siostry Zofię, Katarzynę i Annę. Prawdopodobnie jeszcze w dzieciństwie przeznaczony przez rodziców do stanu duchownego, kształcił się w kolegium jezuitów w Kaliszu a następnie w Akademii Krakowskiej. Po ukończeniu studiów przebywał o swojego ciotecznego dziadka, kanonika gnieźnieńskiego Mikołaja Koniecpolskiego u którego przygotowywał się do stanu duchownego, otrzymał wtedy prawdopodobnie niższe święcenia kapłańskie.
W 1642 Koniecpolski przyjął go na swojego koadiutora. W tym samym roku wysłany przez ojca na studia do Włoch, pobierał w latach 1643–1645 nauki w Rzymie na Uniwersytecie Sapienza, gdzie uzyskał doktorat obojga praw. W Rzymie przyjął święcenia kapłańskie, a także w kwietniu 1644, po rezygnacji Koniecpolskiego, został kanonikiem gnieźnieńskim. Zwiedził także Padwę, Neapol i Mediolan. Po krótkim pobycie we Francji, na początku 1646, powrócił do Polski w orszaku nowej żony Władysława IV, królowej Ludwiki Marii Gonzagi. Po powrocie do kraju dzięki pomocy kanclerza prymasa Macieja Łubieńskiego, Andrzeja Trzebickiego, dostał się na dwór prymasowski. W 1648, po przejściu Trzebickiego na dwór królewski, został kanclerzem prymasa. W 1652, po śmierci prymasa Łubieńskiego sam, śladem swojego dawnego protektora, przeszedł na dwór królewski, gdzie dzięki poparciu królowej zrobił karierę.
Podczas potopu najprawdopodobniej przebywał razem z królem na Śląsku. Przełomem w karierze Olszowskiego okazał się rok 1658, kiedy to z inicjatywy królowej został on wysłany jako poseł na elekcję cesarza do Frankfurtu nad Menem, gdzie złożył skargę na postępowanie austriackich wojsk sojuszniczych przebywających w Polsce. Jesienią 1659 został wysłany także do Wiednia, gdzie prowadził rozmowy na temat wycofania wojsk austriackich z Rzeczypospolitej. Poselstwa te niezależnie od swoich skromnych rezultatów jakie przyniosły, zademonstrowały profrancuskie stanowisko polskiego dworu i ukazały dyplomatyczne talenty Olszowskiego.
Za wierność dworowi został Olszowski nagrodzony już z początkiem 1660, kiedy otrzymał urząd referendarza koronnego. Prawdopodobnie wszedł wówczas do ścisłego grona współpracowników królowej Ludwiki Marii, zmierzającej do przeprowadzenia reform ustrojowych. Zaledwie niecały rok później 23 lutego 1661, król mianował go biskupem chełmińskim. Nominacja została zatwierdzona przez papieża 8 sierpnia tego roku, zaś 2 lutego 1662 Olszowski objął rządy w diecezji. Sakrę biskupią otrzymał z rąk biskupa krakowskiego Andrzeja Trzebickiego w kolegiacie warszawskiej. Jako biskup chełmiński zajął się odbudową diecezji zniszczonej w latach potopu i ożywieniem życia religijnego. Przyczynił się do odbudowy kilku świątyń, rewindykował z rąk protestantów kościół św. Jakuba w Toruniu (1667) przekazując go benedyktynkom, popierał misje prowadzone przez jezuitów, w Toruniu wznowił procesje Bożego Ciała, 17 kwietnia 1665 erygował w kapitule prebendę kanonika penitencjarza. W latach 1667–1672 z jego polecenia kanonik Jan Ludwik Strzesz przeprowadził bardzo dokładną wizytację diecezji.
W 1667 roku był członkiem Trybunału Skarbowego Koronnego. W senacie Olszowski niespodziewanie dla wszystkich nie poparł planów reform dworu królewskiego przedstawionych na sejmach w 1661 i 1662. W 1664 na sejmie jesiennym natomiast, bronił oskarżonego o zdradę marszałka Jerzego Lubomirskiego. Podczas walk rokoszowych nie odegrał ważniejszej roli usuwając się w cień, a następnie wyjeżdżając na kurację do Schwarzbach k. Moguncji. Rezygnacja króla z planów reform umożliwiła mu dalszą karierę. Po powrocie do kraju bowiem z końcem 1666, uzyskał pieczęć podkanclerską.
Na sejmie abdykacyjnym 16 września 1668 roku podpisał akt potwierdzający abdykację Jana II Kazimierza Wazy. Był członkiem konfederacji generalnej zawiązanej 5 listopada 1668 roku na sejmie konwokacyjnym. Po abdykacji Jana II Kazimierza w 1668 roku, popierał do polskiej korony kandydaturę francuskiego księcia Wielkiego Kondeusza, rzucił myśl wyboru Polaka – "Piasta" i był głównym architektem wyboru Michała Korybuta Wiśniowieckiego. Podpisał jego pacta conventa w 1669 roku. Był deputatem z Senatu do Rady Wojennej przy królu w 1673 roku. Podczas rządów Michała Korybuta Wiśniowieckiego oraz w początku rządów Jana III Sobieskiego (2 lutego 1676 koronował go na Wawelu) posiadał bardzo duże wpływy na politykę tych władców. Był członkiem konfederacji generalnej zawiązanej 15 stycznia 1674 roku na sejmie konwokacyjnym. Elektor Jana III Sobieskiego z województwa chełmińskiego w 1674 roku, podpisał jego pacta conventa.
W swoim testamencie swój majątek (80 tys. złotych) przekazał na budowę świątyni katolickiej w protestanckim Gdańsku. Za te pieniądze została zbudowana kaplica Królewska. Został pochowany w archikatedrze gnieźnieńskiej w kaplicy Olszowskiego (św. Andrzeja), w której znajduje się jego nagrobek przedstawiający figurę klęczącego prymasa. Ufundował go w 1678 biskup Andrzej Załuski, siostrzeniec Olszowskiego, a wykonał w latach 1677–1678 gdański rzeźbiarz Hans Michael Gockheller.

## Twórczość

### Ważniejsze utwory i mowy
- Memoriale nomine Sacra Regiae Majestatis Poloniae et Sueciae ad... S. R. Imp. Electores, principes et ordines, brak miejsca wydania 1658; wyd. następne: brak miejsca wydania 1658 (z przekł. holenderskim); brak miejsca wydania 1659; (przekł. holenderski pt. Aenspraecke, ende over-gegeven Memoriael, van weghen Sijne Kon. Majt. van Poolen, Sweeden... aen de doorluchtige Heeren Keur-Fursten des H. Roomschen Rijcx, 1658 – wraz z tekstem łacińskim)
- Censura candidatorum sceptri Polonici (kilka edycji), inne wyd. 1669 (kilka edycji (dostępna kopia cyfrowa)); przekł. francuski pt. Censure ou discours politique, touchant les prétendants à la couronne de Pologne, 1669, wyd. następne: (1669), Kolonia 1670; przekł. holenderski Censura, of oordeel over de Trachters naar de kroon van Polen, 1669
- Mowy polskie z lat 1649-1676 i innych, wyd.: J. S. Pisarski Mowca polski, t. 2, Kalisz 1676; J. Daneykowicz Ostrowski Swada polska i łacińska, t. 1, Lublin 1745
- Mowy łacińskie z lat 1665-1674 i innych, wyd. J. C. Luenig Orationes procerum Europae, t. 2, Lipsk 1713; niektóre mowy wychodziły wówczas osobno; zob. Estreicher XXIII, 341-348

### Listy i materiały
- Do Chrystiana, księcia lignickiego, dat. w Krakowie 26 listopada 1669, wyd. A. Mosbach Wiadomości do dziejów polskich z archiwum prowincji szląskiej, Ostrów 1860, s. 353
- Korespondencja z Janem Sobieskim z lat 1668-1670, wyd. F. Kluczycki "Pisma do wieku i sprawa Jana Sobieskiego", t. 1, cz. 1 (1629-1671), Kraków 1880, Acta Historica Res Gestas Poloniae Illustrantia, t. 2
- Od Jana Sobieskiego z lat 1670-1673, wyd. A. Grabowski Ojczyste spominki w pismach do dziejów dawnej Polski, t. 2, Kraków 1845, s. 323-353
- Korespondencja, m.in. listy od A. C. Załuskiego, wyd. A. C. Załuski Epistolarum historico-familiarium tomus primus, Braniewo 1709
- Korespondencja różnych osób dot. m.in. A. Olszowskiego oraz inne dokumenty i materiały, wyd. F. Kluczycki "Pisma do wieku i sprawa Jana Sobieskiego", t. 1, cz. 1 (1629-1671), Kraków 1880; t. 1, cz. 2 (1672-1674), Kraków 1881; A. C. Załuski Epistolarum historico-familiarium..., t. 1, cz. 1, Braniewo 1709; t. 1, cz. 2, Braniewo 1710